# پارک مال من است (فیلم ۱۹۸۶)
پارک مال من است (به انگلیسی: The Park Is Mine) فیلمی تلویزیونی محصول سال ۱۹۸۶ و به کارگردانی استیون هیلیارد استرن است. در این فیلم بازیگرانی همچون تامی لی جونز، هلن شیور، یافت کوتو و جی توماس ایفای نقش کرده‌اند.